# Wironit
Wironit ist ein korrosionsfreier Edelstahl, der im Gegensatz zum glänzenden V2A leicht matt ist. Der Name ist eine Abkürzung und leitet sich von dem Ort ab, an dem dieser Stahl erstmals gekocht wurde: „Witten-rostet-nicht“
Wironit ist die Handelsbezeichnung einer von der Firma BEGO aus Bremen hergestellten biokompatiblen Legierung. Sie besteht aus 64 % Cobalt, 28,65 % Chrom, 5 % Molybdän, 1 % Silicium, 1 % Mangan und 0,35 % Kohlenstoff. Eingesetzt wird Wironit im medizinischen Bereich für Prothesen im Mundraum; aufgrund des Fehlens von Nickel im Werkstoff sind keine allergischen Reaktionen zu erwarten.
Laut Herstellerangaben erfüllt der Werkstoff die in der Norm DIN EN ISO 6871-1 (1996) „Edelmetallfreie Dental-Gußlegierungen – Teil 1: Cobalt-Basis-Legierungen“ vorgegebenen Bedingungen.